# Czarna (powiat dębicki)
Czarna (do 14 lutego 1968 Czarna ad Tarnów) – wieś w Polsce położona w województwie podkarpackim, w powiecie dębickim, siedziba gminy Czarna.
Miejscowość zawdzięcza swą nazwę przepływającemu przez Czarnemu Potokowi. We wsi jest przystanek kolejowy Czarna Tarnowska na linii kolejowej nr 91 Tarnów-Dębica.
Czarna jest siedzibą parafii rzymskokatolickiej Matki Bożej Nieustającej Pomocy należącej do dekanatu Dębica Zachód w diecezji tarnowskiej.
| SIMC    | Nazwa             | Rodzaj    |
| ------- | ----------------- | --------- |
| 1042302 | Kowalówka         | część wsi |
| 1042319 | Rynek             | część wsi |
| 1042325 | Środek            | część wsi |
| 1042331 | Wiochna           | część wsi |
| 1042348 | Zalesie           | część wsi |
| 1042354 | Zamoście Drugie   | część wsi |
| 1042360 | Zamoście Pierwsze | część wsi |

Była wsią królewską dóbr krzesłowych kasztelanii sandomierskiej w województwie sandomierskim w 1629 roku.
W latach 1954–1972 wieś należała i była siedzibą władz gromady Czarna. W latach 1975–1998 miejscowość należała administracyjnie do województwa tarnowskiego.
W Czarnej urodził się Jan Michał Rozwadowski, polski językoznawca, profesor Uniwersytetu Jagiellońskiego, prezes Polskiej Akademii Umiejętności i Klubu Sportowego Cracovia.

## Sport
W Czarnej działa  Ludowy Klub Sportowy Czarnovia, który jest kontynuatorem tradycji Ludowego Zespołu Sportowego w Czarnej, który powstał wraz z innymi tego typu organizacjami sportowymi tuż po II Wojnie Światowej (1947). W początkowym okresie istnienia LZS Czarna był klubem jednosekcyjnym (piłka nożna),  by następnie w latach 70. utworzyć sekcję tenisa stołowego, a następnie na przełomie lat 70/80 sekcję szachów.  Zmiana nazwy klubu z LZS Czarna na LKS Czarnovia nastąpiła w 1988 roku. W 2019 LKSz GCKiP Czarna zdobyła złoty medal w Drużynowych Mistrzostwach Polski Juniorów w szachach.

## Zabytki
- Cmentarz wojenny nr 240 – Czarna